# 都道府県会館
都道府県会館（とどうふけんかいかん）は、東京都千代田区平河町にある15階建ての高層ビルである。公益財団法人都道府県センターが運営しており、各都道府県が事務所を入居させている。

## 概要
各都道府県は中央省庁からの情報を入手したり、中央省庁へ陳情等を行ったりするために、東京に「東京事務所」と呼ばれる出先機関を置いている。それらの東京事務所を集約して入居させるビルとして建設されたのが都道府県会館である。
現在の建物は1999年（平成11年）完成の3代目で、初代は全国知事会の前身である全国地方自治協議会連合会が1948年（昭和23年）に購入した千代田区九段のビルで、1960年（昭和35年）に現在地にビルを建設（2代目都道府県会館）、その後事務所の狭隘化や会議室不足、老朽化等への対応のため、現会館へ建て替えられたものである。3代目ビルへの建て替えに当たっては、建物所有者である財団法人都道府県会館（現・公益財団法人都道府県センター）が全国知事会に建設事業を委託した上で、各都道府県から1994年（平成6年）度から3年に亘って（新）都道府県会館建設に関わる拠出金を募り、建設費用に充当した。
広島県（東京事務所は虎ノ門）、高知県（東京事務所は内幸町）を除く45都道府県が東京事務所またはその分室を設置している。かつては、大分県も入居しておらず銀座に東京事務所を設けていたが、2021年12月20日から移転して入居している。

## 入居団体
東京事務所を入居させている都道府県
青森県、宮城県、秋田県、山形県、福島県、茨城県、栃木県、群馬県、埼玉県、千葉県、神奈川県、新潟県、富山県、石川県、福井県、山梨県、長野県、岐阜県、静岡県、愛知県、三重県、滋賀県、京都府、大阪府、兵庫県、奈良県、和歌山県、鳥取県、島根県、岡山県、徳島県、香川県、愛媛県、佐賀県、長崎県、熊本県（銀座の「銀座熊本館」にも分室がある）、大分県、宮崎県、鹿児島県、沖縄県
東京事務所の分室を入居させている都道府県
北海道（本所は永田町）、岩手県（本所は銀座）、東京都（事務室を設置）、山口県（本所は霞が関）、福岡県（本所は麹町）
法人等
全国都道府県議会議長会、全国知事会、関東地方知事会、全国高速道路建設協議会、自治資料センター、学校法人自治医科大学（登記簿上の事務所所在地。大学の教育研究施設、附属病院、事務局等は栃木県下野市）、公益財団法人地域社会振興財団、公益社団法人地域医療振興協会、全国知事会都道府県記者クラブ、公益財団法人都道府県会館（管理部・被災者生活再建支援基金部・災害共済部）、一般財団法人自治体衛星通信機構東京地球局
ビルメンテナンス部門
防災センター
店舗
コンビニエンスストア（ファミリーマート）、改造社書店、創造社・創造書房（印刷・出版）、赤坂歯科、こいけ（蕎麦屋）、上海大飯店、アヅマ理髪館、New Spineクリニック東京、都道府県会館内郵便局

## 公益財団法人都道府県センター
事業内容
- 被災者生活再建支援事業
- 地方自治の振興に関する事業
- 都道府県会館の管理運営事業
- 都道府県有物件災害共済事業

組織
- 所在：東京都千代田区平河町二丁目6番3号
- 設立：1948年9月1日
- 理事長：全国知事会会長

### 注記
1. ↑  所在地は千代田区九段2丁目17、現在の千代田区九段南2丁目9付近と推定される[2]。
2. ↑  正式名称は、茨城県は「県営業戦略部東京渉外局」、富山県は「首都圏本部」、静岡県は「ふじのくに大使館」、滋賀県・鳥取県・徳島県は「東京本部」、佐賀県は「首都圏事務所」。